# Histoire de Castel Goffredo
 (août 2025).
Cet article présente les faits marquants de l'histoire de la ville de Castel Goffredo, en Italie.

## Âge antique

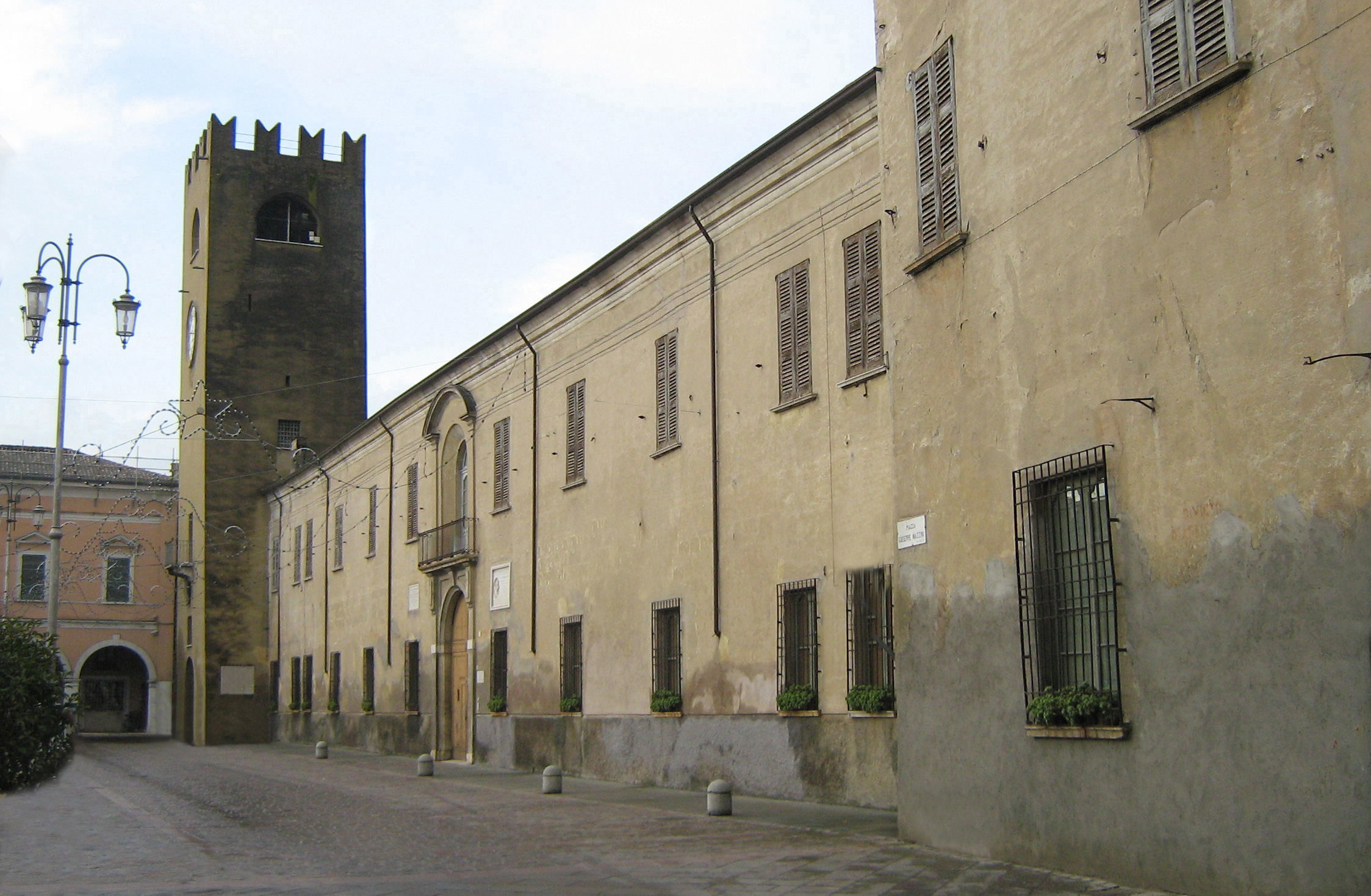
Palais Gonzaga-Acerbi

Le territoire de Castel Goffredo est habité depuis l'âge du bronze. La région a donc été touchée par la civilisation étrusque, comme en témoigne la découverte de certains ustensiles de tous les jours, tels que des tasses et des pichets d’eau, provenant de la civilisation romaine à partir du Ier siècle, avec la découverte d’un autel votif et d’une pierre tombale sépulcrale.  Cette zone a été affectée par la centuriation de Mantoue et sur la romanisation du centre historique certains chercheurs supposent que cela a été divisé en douze blocs et caractérisé par Cardo et Decumanus Maximus et à l'intersection de « maximum cardo » et « decumanus maximus » était placé le forum, représenté aujourd'hui par la place Mazzini.

## Âge médiéval
La première mention de Castellum Vifredi en tant qu’agglomération urbaine date du 8 juillet 1107.  Entre 800 et 1115, Castel Goffredo appartenait au comté de Brescia jusqu'en 1190. 
Plus tard, la ville donna le statut de commune libre et lorsque Brescia ne put offrir sa défense, en 1337, préféra se placer sous la protection de Mantoue et de Gonzaga. 
Après les dominations alternées des Visconti (1337), des Gonzagas (de 1337 à 1348), également des Visconti (de 1348 à 1404), de Malatesta (de 1404 à 1426), de la république de Venise (de 1426 à 1431) et encore de 1439 à 1441) et enfin des Gonzagas (à partir de 1441), en 1466 avec Alessandro Gonzaga, le village devint un fief impérial autonome et il vit la naissance du marquisat de Castel Goffredo. Au cours de son mandat, le village a été agrandi, les deuxièmes remparts de la ville ont été érigés et les « Statuts Alessandrini » ont été publiés. Ils portent son nom et sont restés en vigueur jusqu'en 1796.

## Âge moderne

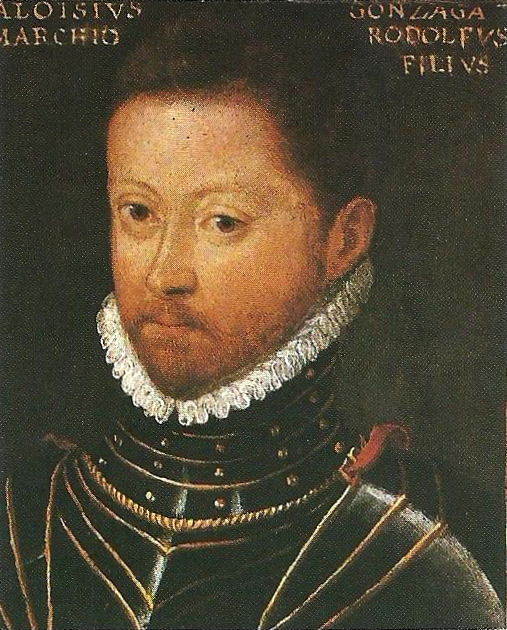
Le marquis Louis-Alexandre de Castiglione

Avec le marquis Louis-Alexandre de Castiglione en 1511, commença la branche des cadets de « Gonzaga de Castel Goffredo », qui devint la capitale du petit État. Dans son palais de résidence (palais Gonzaga-Acerbi), il crée une magnifique cour fréquentée par des poètes (Mathieu Bandello , Lucrezia Gonzaga et Pierre l'Arétin), des artistes, des diplomates (Cesare Fregoso) et des ambassadeurs (Antoine de Rincon). En 1516, il passa par Castel Goffredo, l'empereur Maximilian Ier de Habsbourg alors qu'il poursuivait les troupes françaises, et un autre empereur, Charles Quint, fut invité par Louis-Alexandre de Castiglione le 28 juin 1543 et obtint les clés de la citadelle. Le marquis a peut-être commandé à l'école du peintre Jules Romain (Giulio Romano) la fresque de son domus resté dans la loggia du palais, un témoignage pictural important de cette période. Louis-Alexandre de Castiglione est décédé le 19 juillet 1549. Sa succession a été troublée. Son fils aîné Alphonse de Castel Goffredo (it), qui dirigea la ville de 1549 à 1592, succéda assassiné pour des raisons héréditaires à Corte Gambaredolo par les assassins du neveu Rodolfo Gonzaga, frère d'Aloysius Gonzaga. Rodolfo s'empara de la forteresse et régna de terreur Castel Goffredo. Le peuple castellan n'accepta pas les abus et organisa un complot qui conduisit à l'assassinat du marquis le 3 janvier 1593, alors qu'il se rendait aux offices religieux de l'église Saint-Erasmus. Avec sa mort, sans fils masculins, l'histoire de la localité en tant que fief autonome de Gonzaga et la courte seigneurie de la « Gonzaga de Castel Goffredo » s'achèvent également. 
Après une longue dispute à la cour impériale de Rodolphe II, empereur du Saint-Empire romain entre le troisième marquis de Castiglione Francesco Gonzaga (1577-1616) et le duc de Mantoue Vincent Ier de Mantoue, dans lequel il intervint en 1602 comme ambassadeur, sans résultat, Laurent de Brindes, la ville fut définitivement regroupée par décret impérial en 1603 au duché de Mantoue et suivit son destin jusqu'en 1707, lorsque le dernier des Gonzagas, le duc Charles III Ferdinand de Mantoue, fut déposé par l'empereur Joseph Ier de Habsbourg et contraint à l'exil. 
La domination autrichienne a déterminé l'occupation de la ville et la réquisition des magasins de fournitures et entre 1705 et 1706 des soldats autrichiens ont limogé Castel Goffredo, prenant également en otage des habitants. En 1796, Napoléon Ier repoussa les Autrichiens au-delà de Mincio et, en 1797 l'Autriche céda la Lombardie aux Français. Le 13 mai de cette année, Castel Goffredo était occupé par les troupes françaises.

## Âge contemporain

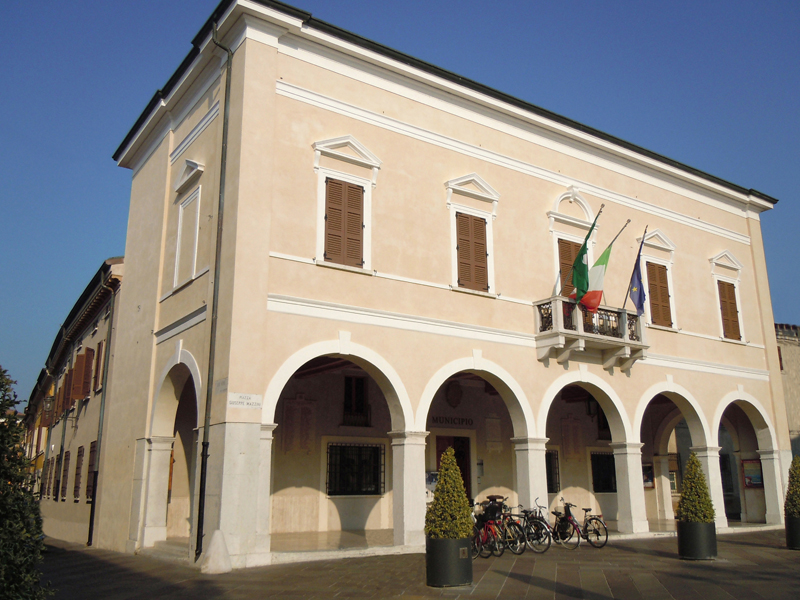
Mairie de Castel Goffredo

Les gouvernements autrichiens ont suivi en 1799, les Français de 1801 à 1814 et à nouveau les Autrichiens jusqu'en 1866. 
Dans les années 1848, Castel Goffredo était le centre conspirateur anti-autrichien du Haut Mantovano et comptait la présence de nombreux patriotes , dirigés par le Castellano Giovanni Acerbi, qui devint plus tard l'intendant de l'expédition du Mille de Garibaldi. La conspiration a été découverte et a abouti à la page tragique des martyrs de Belfiore. 
En 1859, après la bataille de Solferino et San Martino qui a également impliqué le territoire de Castel Goffredo être ici déployé le 3e corps du général François Certain de Canrobert, la ville a été regroupée au royaume de Sardaigne et en 1861 est devenu une partie du royaume d'Italie. En 1871, a été fondée la « Società di Mutuo Soccorso » qui en 1900 comptait trois cents membres. 
1925 marque le redressement économique et industriel de Castel Goffredo : en effet, il ouvre la première usine de chaussettes, la NO.E.MI., destiné à écrire l'histoire de l'industrialisation de la région. Le 19 septembre 1926, Castel Goffredo fut dévasté par l'assassinat des fascistes du maître catholique Anselmo Cessi. 
Après la seconde guerre mondiale, Castel Goffredo connut un grand développement économique et devint un centre industriel de première importance pour l'industrie textile, grâce à la production constante de chaussettes pour femmes, de collants et de fils.

### En italien
- (it) Costante Berselli, Castelgoffredo nella storia, Mantoue, 1978.
- (it) Francesco Bonfiglio, Notizie storiche di Castelgoffredo, vol. 2, Mantoue, 2005 (ISBN 88-7495-163-9).
- (it) Leandro Zoppè, Itinerari gonzagheschi, Milan, 1988 (ISBN 88-85462-10-3).